# Ponad Gnój Turnia
Ponad Gnój Turnia – skała w wylocie Doliny Kobylańskiej na Wyżynie Ojcowskiej w miejscowości Kobylany, w gminie Zabierzów, powiecie krakowskim, województwie małopolskim. Znajduje się w orograficznie prawych zboczach doliny, tuż nad potokiem Kobylanka.
Skała ma połogie ściany od strony południowo-wschodniej i północno-wschodniej, z pozostałych stron wrasta w zbocze i porośnięta jest lasem. Wspinacze skalni zaliczają ją do grupy Przydrożnych Skał. Ma pionowe ściany, wysokość 8–10 m i zbudowana jest z wapieni. Występują w niej takie formacje skalne jak: komin, filar i zacięcie. Ściany wspinaczkowe na otwartej przestrzeni. Mają wystawę północną, północno-wschodnią, południowo-wschodnią i południową. Wspinacze skalni poprowadzili na nich 13 dróg wspinaczkowych o trudności IV – VI.4/4+ w skali Kurtyki. Wspinaczka na własnej asekuracji. Z wyjątkiem jednego stanowiska zjazdowego brak punktów asekuracyjnych.

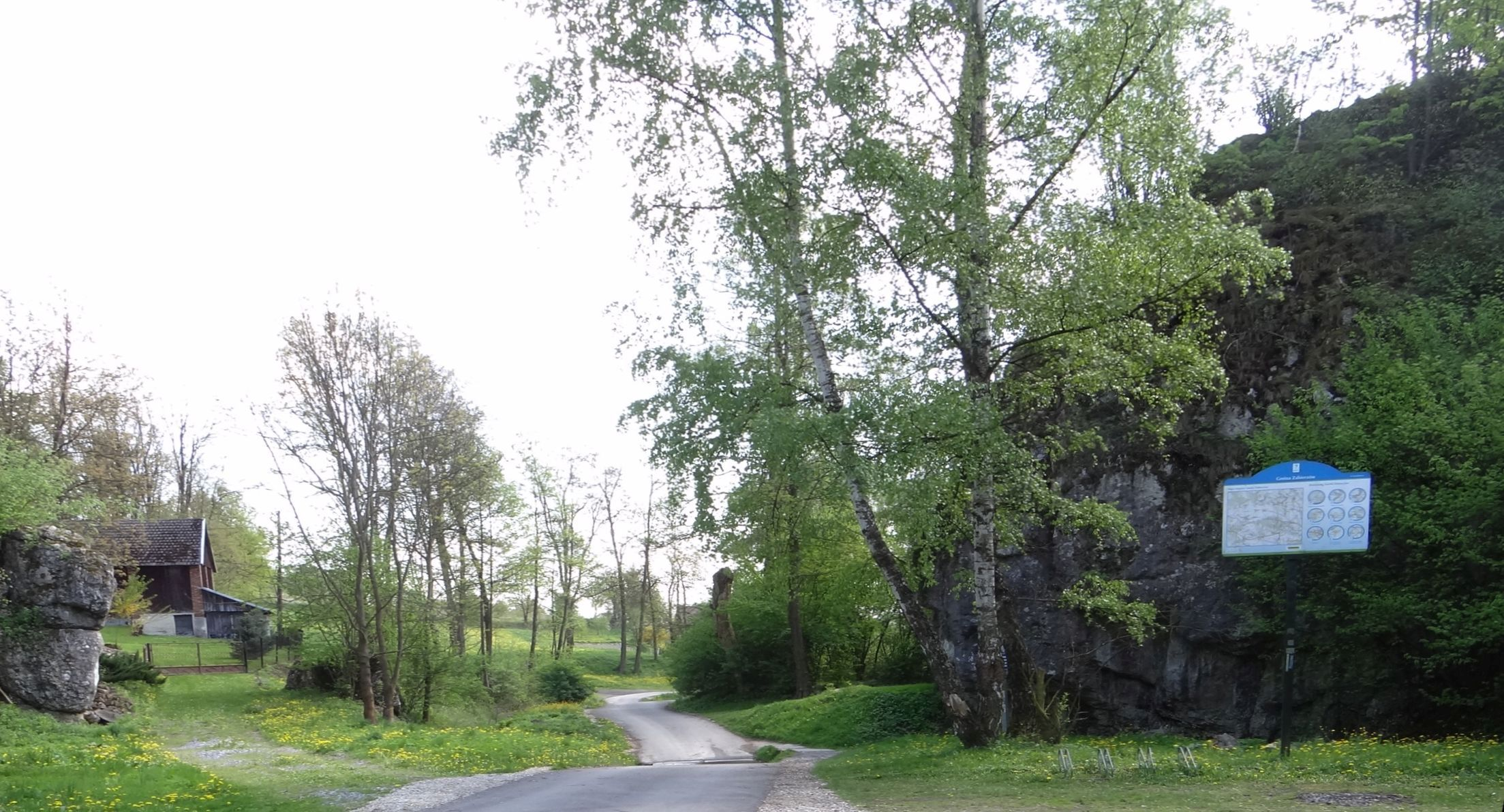
Ponad Gnój Turnia po prawej stronie
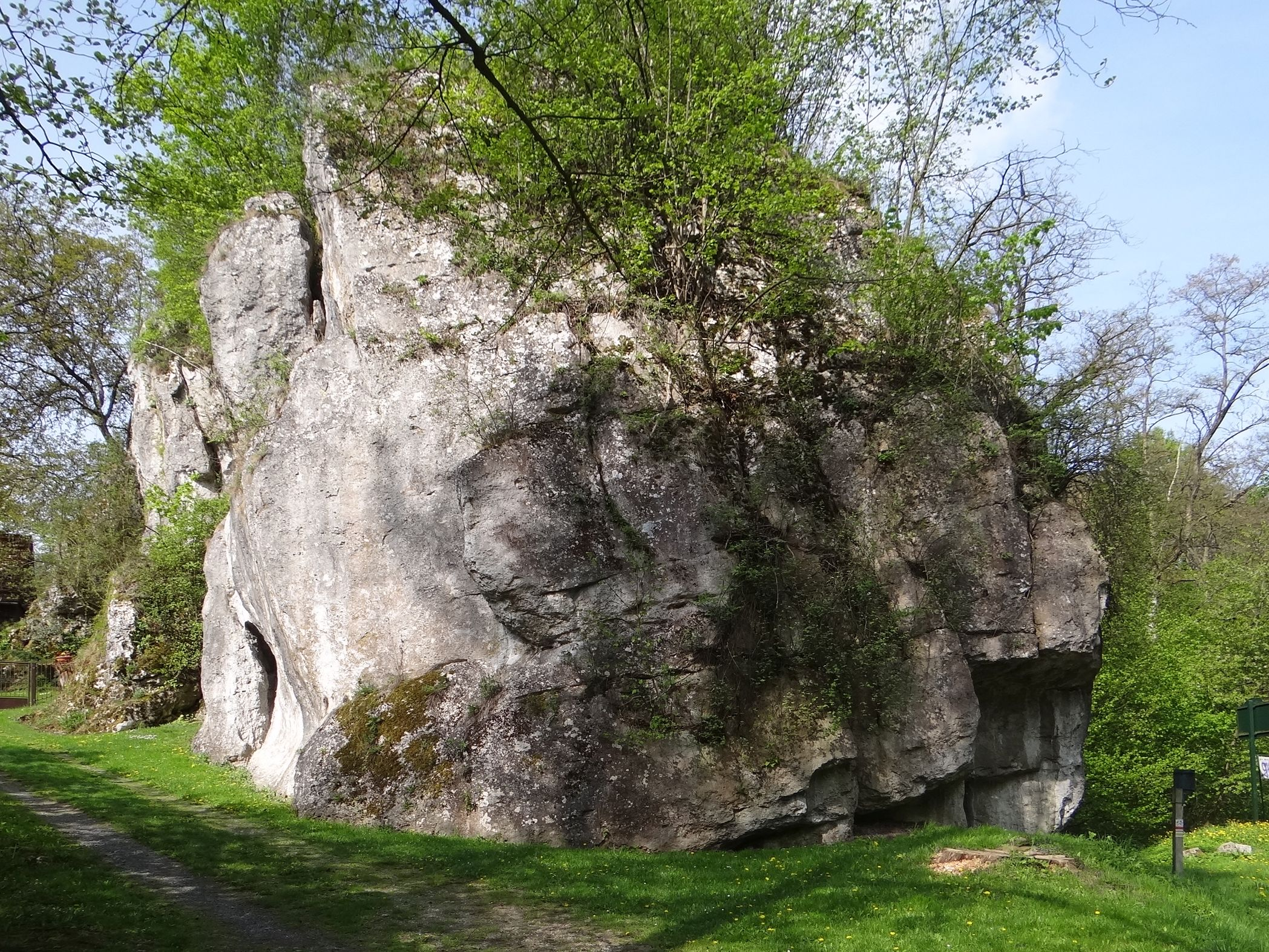
Widok od południowego wschodu
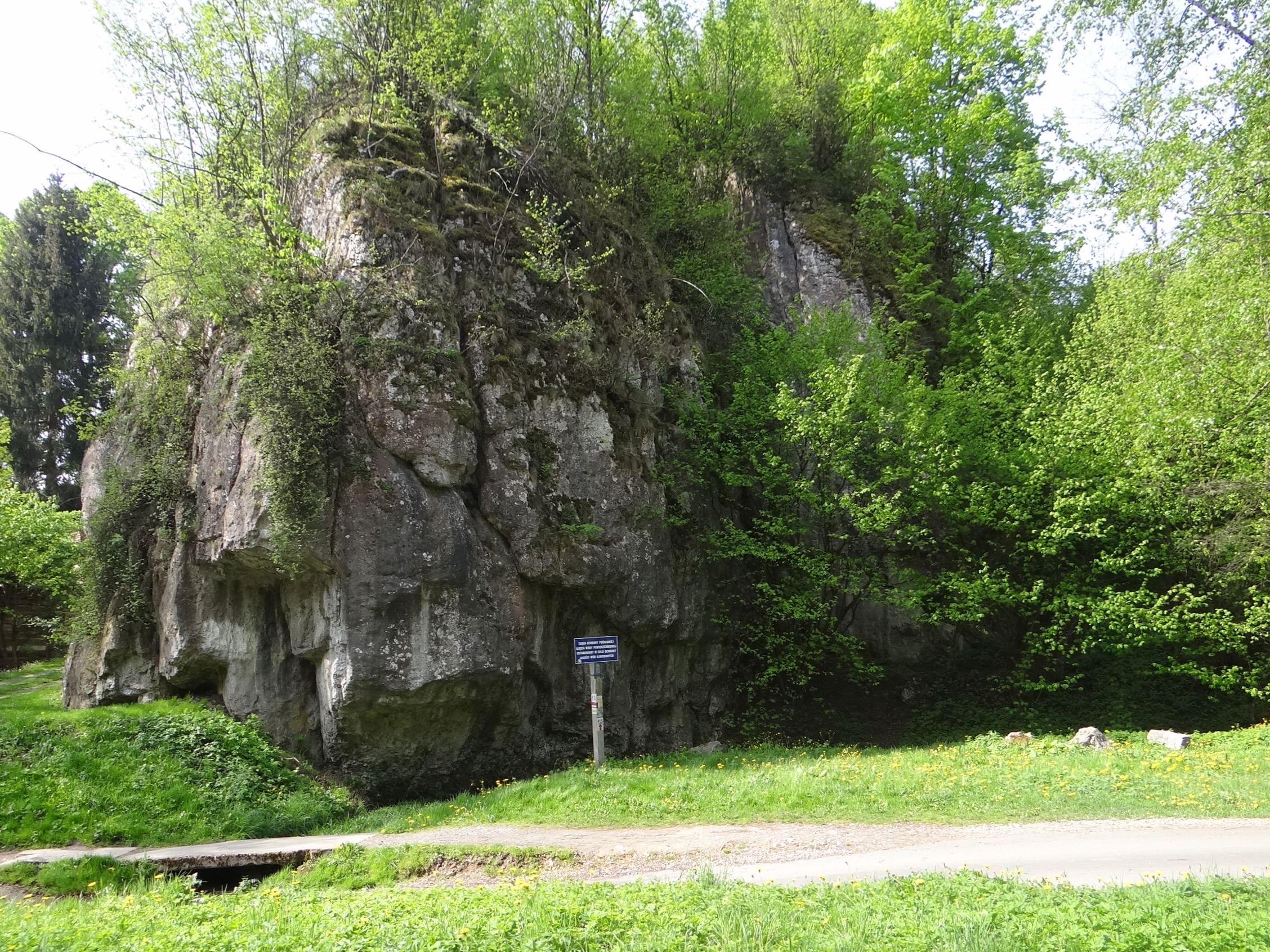
Widok od południowego zachodu
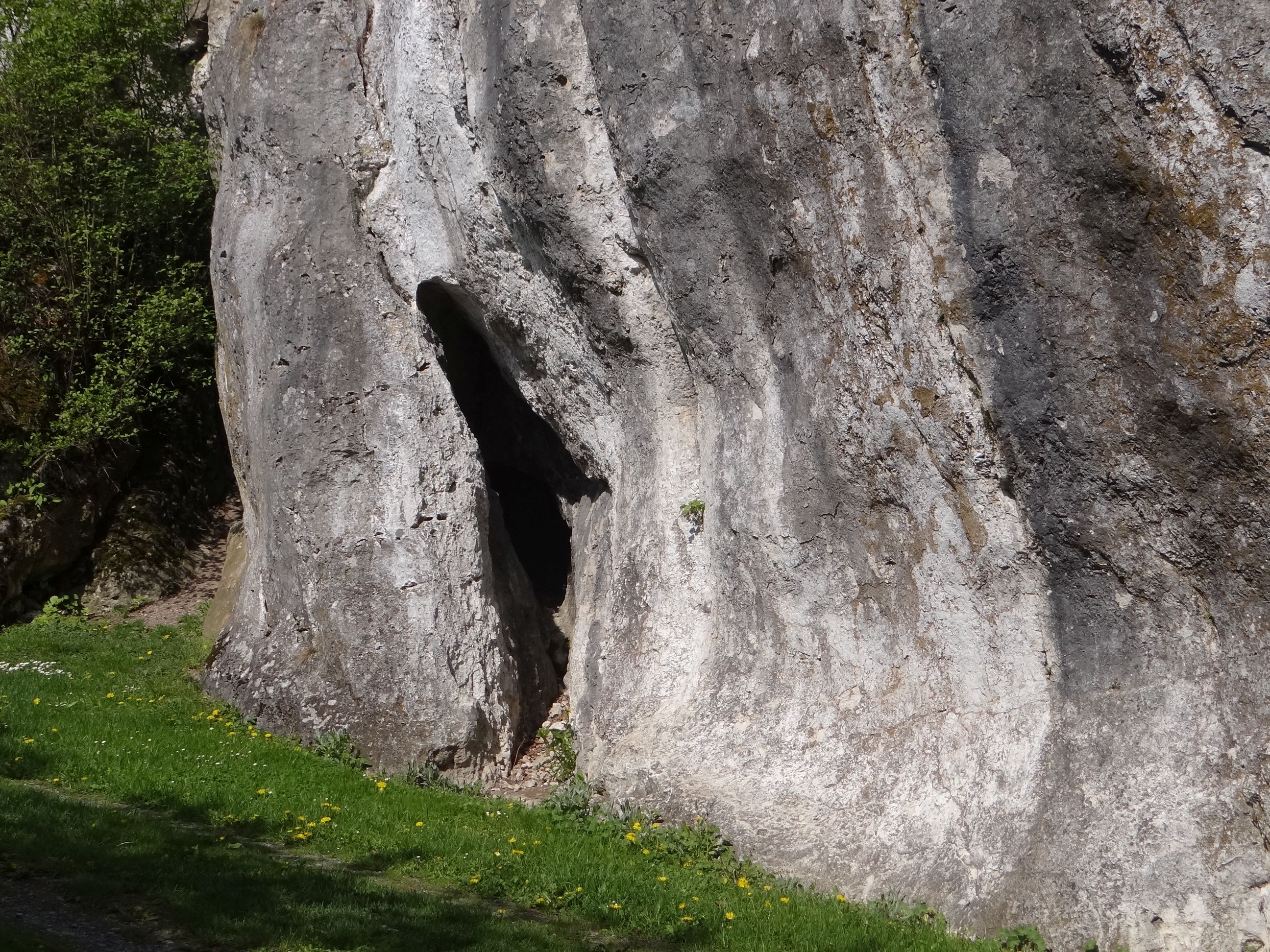
Szczelina w Bramie Kobylańskiej
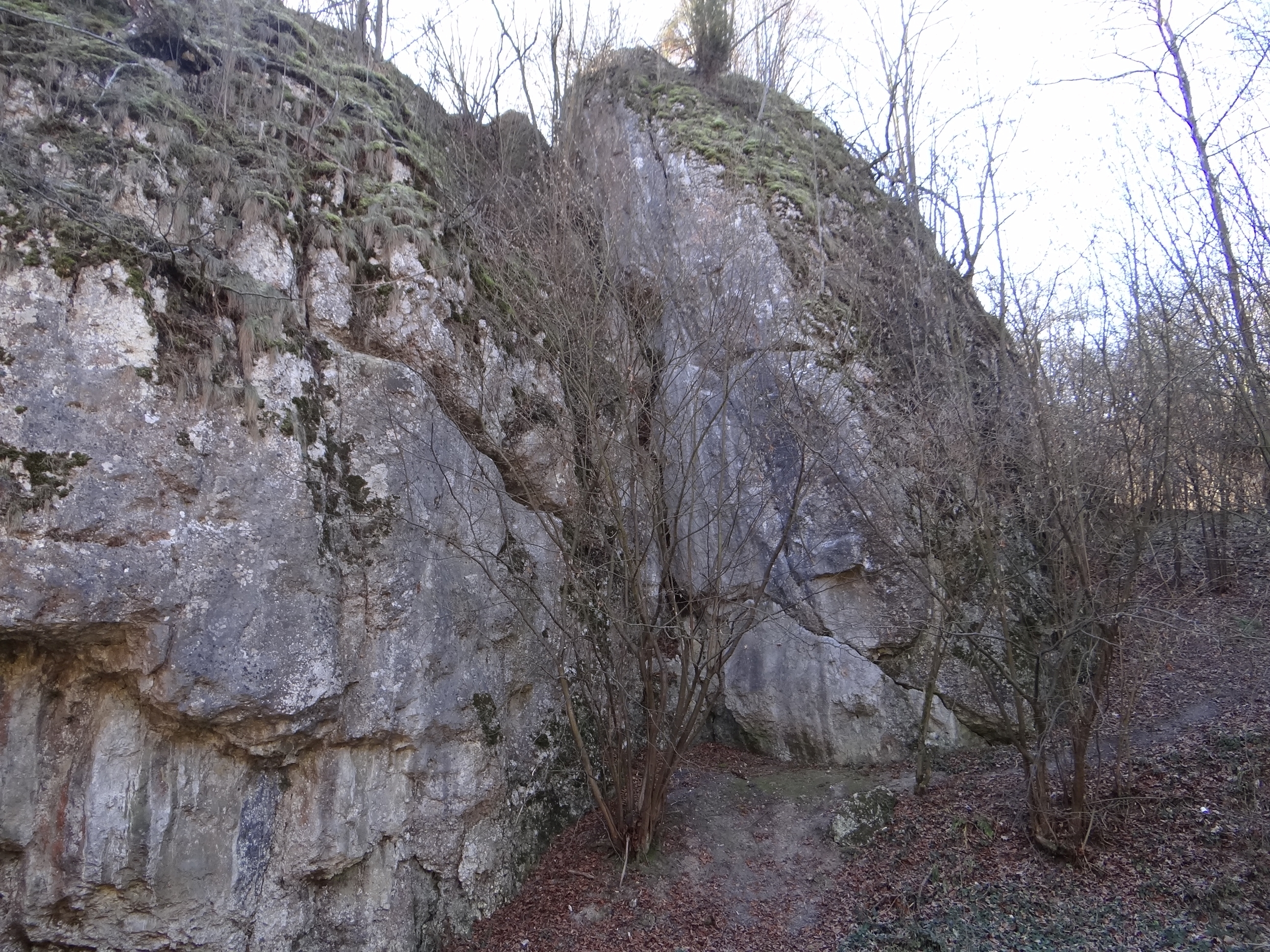
Ściana północno-wschodnia

W Ponad Gnój Turni znajdują się 2 obiekty jaskiniowe: Jaskinia w Bramie Kobylańskiej i Szczelina w Bramie Kobylańskiej.
Ponad Gnój Turnia wraz z drugą, dużo mniejszą i bezimienną turniczką znajdującą się u podnóży przeciwległego stoku, tworzy skalną bramę o szerokości około 30 m.

## Drogi wspinaczkowe
1. Lewa rysa; VI.3+, 9 m
2. Prawa rysa; VI.2+, 9 m
3. Środkowy filarek; V, 10 m
4. Główna depresja; IV, 10 m
5. Prawa rysa; IV+, 11 m
6. Rysa Rysia; VI.3, 11 m
7. Prostowanie rysia; VI.3, 11 m
8. Ponad gnój droga; VI, 12 m
9. Ponad gnój okap wariantem; VI.1, 12 m
10. Ponad gnój okap; VI.2+, 12 m
11. Różowy komin; IV, 12 m
12. Raz na różowo; VI.4/4+, 4r + st, 12 m
13. Moulin Rouge; VI.4, 5r + st, 12 m[2].